# Roccafiorita
Roccafiorita település Olaszországban, Szicília régióban, Messina megyében. Lakosainak száma 173 fő (2023. január 1.). Roccafiorita Limina, Mongiuffi Melia és Antillo községekkel határos.

## Népesség
A település lakossága az elmúlt években az alábbi módon változott:
| Lakosok száma | 189  | 186  | 173  |
|               | 2017 | 2018 | 2023 |